# 秋田県道32号仁賀保矢島館合線
秋田県道32号仁賀保矢島館合線（あきたけんどう32ごう にかほやしまたてあいせん）は、秋田県にかほ市から由利本荘市に至る県道（主要地方道）である。

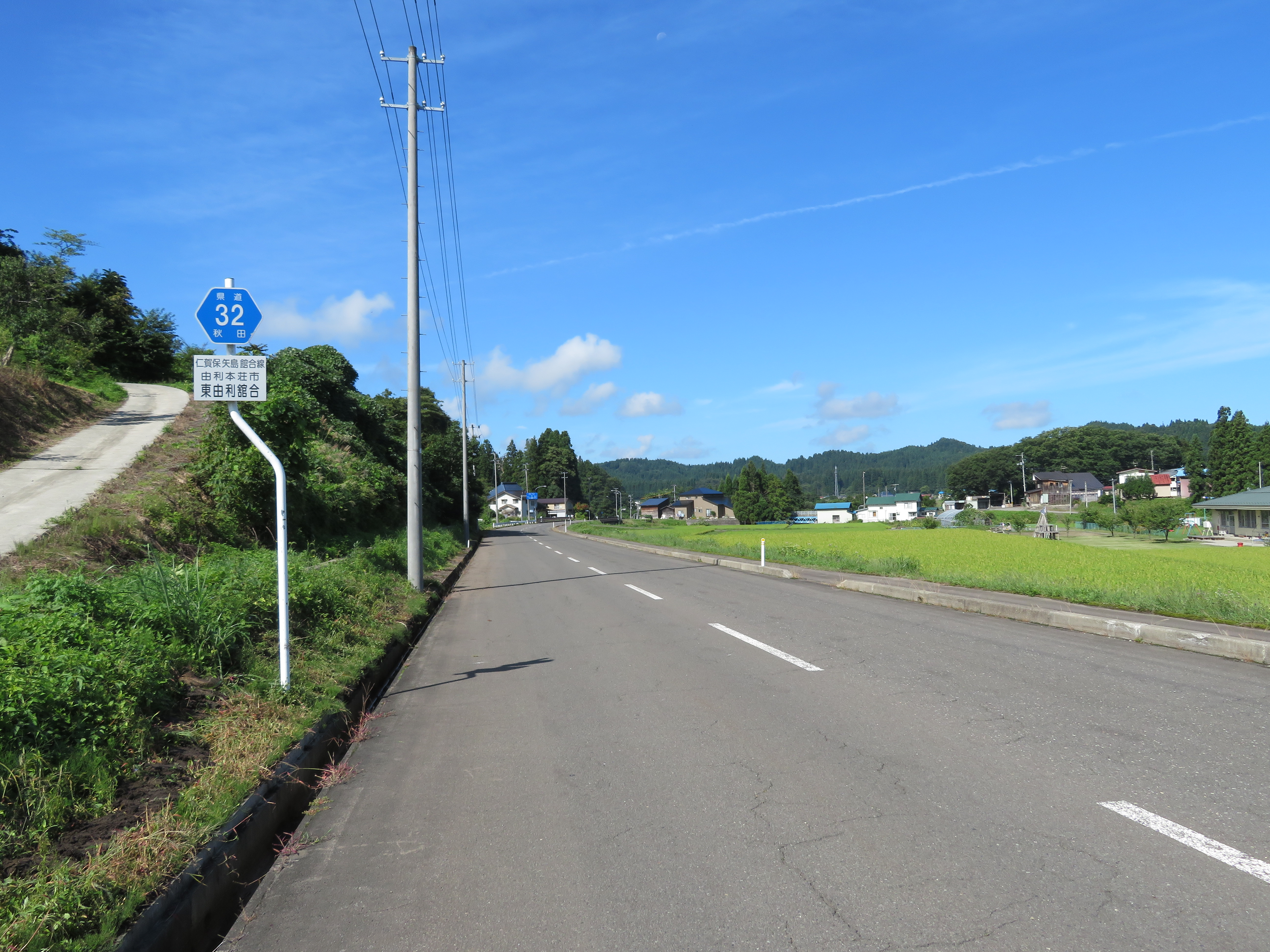
由利本荘市東由利館合付近

## 概要
にかほ市のJR東日本 羽越本線 仁賀保駅近郊の国道7号交点から路線が南に向かって始まる。黒潟がある周辺でワインディングロードが始まり、由利本荘市西沢にある大谷地池の北側を周回する。由利本荘市矢島町城内の花立牧場を過ぎると秋田県道58号象潟矢島線と合流すると進路を北東に変え、未改良区間が始まり道幅が狭くなる。
由利本荘市矢島町荒沢上針ケ岡で秋田県道58号象潟矢島線と分岐し、秋田県立矢島高等学校農場から由利高原鉄道 矢島駅前を通過後、由利本荘市矢島町元町で国道108号に合流する。
由利本荘市矢島町元町地内で国道108号から分岐し、長泥橋を渡って山間部に入って終点国道107号に至る。この間は舗装こそされているものの未改良区間が多く（いわゆる険道）、旧矢島町・旧東由利町の旧町境は冬季閉鎖になる。2011年現在、バイパス工事が各所で行われている。

### 路線データ
- 総延長 : 53.322 km[2]
- 実延長 : 53.119 km[2]
- 起点 : 秋田県にかほ市平沢字家妻61番1（郵便局前交差点、国道7号・秋田県道166号仁賀保停車場線交点）[3]
- 終点 : 秋田県由利本荘市東由利舘合字前谷地8番8（国道107号交点）[3]
- 未供用区間 : なし[2]

## 歴史
- 1972年（昭和47年）3月30日 - 秋田県道に認定される[3]。
- 1993年（平成5年）5月11日 - 建設省から、県道仁賀保矢島館合線が仁賀保矢島館合線として主要地方道に指定される[4]。

## 路線状況

### 重複区間
- 秋田県道58号象潟矢島線（由利本荘市矢島町城内 - 由利本荘市矢島町城内）、約6.6km[2]
- 国道108号（由利本荘市矢島町元町・地内）、203 m[2]
- 秋田県道34号羽後向田館合線（由利本荘市東由利田代字沖田・交点 - 由利本荘市東由利舘合字前谷地・終点）

### 冬期閉鎖区間
- 区間 : 由利本荘市矢島町中屋敷 - 由利本荘市東由利須郷[5]
  - 期日 : 11月中旬 - 5月中旬[6]

### 交通不能区間
- なし[7]

## 地理

### 通過する自治体
- にかほ市 - 由利本荘市

### 交差する道路
| 施設名         | 接続路線名                                 | 備考               | 所在地 |
| -------------- | ------------------------------------------ | ------------------ | --- |
| 郵便局前交差点 | 国道7号 秋田県道166号仁賀保停車場線        | 起点 県道166号終点 | にかほ市平沢字家妻 |
|                | 秋田県道289号上郷仁賀保線                  | 県道289号終点      | にかほ市院内字柴森北緯39度16分24.96秒 東経139度58分26.49秒                                                                         |
|                | 秋田県道296号院内孫七山線                  | 県道296号起点      | にかほ市院内字冬師山北緯39度15分55.72秒 東経140度0分27.14秒                                                                        |
|                | 秋田県道285号冬師西目線 広域農道           |                    | にかほ市釜ケ台北緯39度14分44.3秒 東経140度1分53.76秒                                                                               |
|                | 秋田県道287号南由利原鮎川線                | 県道287号起点      | 由利本荘市西沢字南由利原北緯39度14分28.52秒 東経140度3分11.3秒                                                                     |
|                | 秋田県道312号長岡冬師城内線                | 県道312号終点      | 由利本荘市矢島町城内字谷地沢北緯39度12分50.3秒 東経140度4分31.82秒                                                                 |
|                | 秋田県道58号象潟矢島線                     | 重複区間           | 由利本荘市矢島町城内字花立北緯39度12分17.05秒 東経140度5分14秒 由利本荘市矢島町城内字上針ケ岡北緯39度12分54.8秒 東経140度7分42.0秒 |
| 新町交差点     | 国道108号 （=重複 秋田県道58号象潟矢島線） | 県道58号終点       | 由利本荘市矢島町元町字新町 |
|                | 国道108号                                  |                    | 由利本荘市矢島町元町字大川原北緯39度13分50.44秒 東経140度8分48.48秒                                                                |
|                | 秋田県道34号羽後向田館合線                 |                    | 由利本荘市東由利田代字沖田北緯39度16分7.51秒 東経140度15分29.6秒                                                                   |
|                | 国道107号 （=重複 国道398号）              | 終点 県道34号終点  | 由利本荘市東由利舘合字前谷地 |

### 沿線の施設など
- 仁賀保郵便局
- 八塩ダム・八塩いこいの森
- 大谷地池
- 南由利原高原青少年旅行村
- 鳥海高原矢島花立牧場公園
- 由利本荘市矢島総合支所
- 矢島郵便局
- 秋田銀行矢島支店
- 由利高原鉄道 鳥海山ろく線 矢島駅
- 秋田県立矢島高等学校（由利本荘市立矢島中学校併設）